# Meliosma alba
Meliosma alba är en tvåhjärtbladig växtart som först beskrevs av Schlecht., och fick sitt nu gällande namn av Wilhelm Gerhard Walpers. Meliosma alba ingår i släktet Meliosma och familjen Sabiaceae. Inga underarter finns listade.